# Chikly
Chikly, Chikli ou Chekly (arabe : شكلي) est un îlot situé dans la partie nord du lac de Tunis, connu pour abriter un fort romain puis espagnol. Il est relié au cordon littoral par une chaussée de 8,5 kilomètres partant du déversoir du lac, entre Le Kram et La Goulette, et orientée est-ouest.

## Histoire du fort
Le fort Santiago de Chikly est une ancienne citadelle romaine reconstruite par le gouverneur espagnol de La Goulette, Luys Perès de Varga, entre 1546 et 1550, sur des fondations préexistantes.
D'autres travaux sont effectués en 1574 sous la direction de Don Juan Zamoguerra mais la construction est détruite la même année lors de la bataille de Tunis livrée contre les Ottomans.
Le fort est restauré en 1660 par le dey de Tunis Hadj Mustapha Laz (1653-1665) puis transformé en lazaret sous le règne de Hammouda Pacha (1782-1814), pour mettre en quarantaine les voyageurs revenant de pèlerinage,. En 1830, il est complètement abandonné et se dégrade dès lors fortement.
Au début du XXe siècle, le cinéaste tunisien Albert Samama-Chikli y organise les fêtes d'une confrérie appelée « Les Pompiers de l'île de Chikly », ce qui serait à l'origine du surnom accolé au patronyme de ce cinéaste.

## Restauration du fort

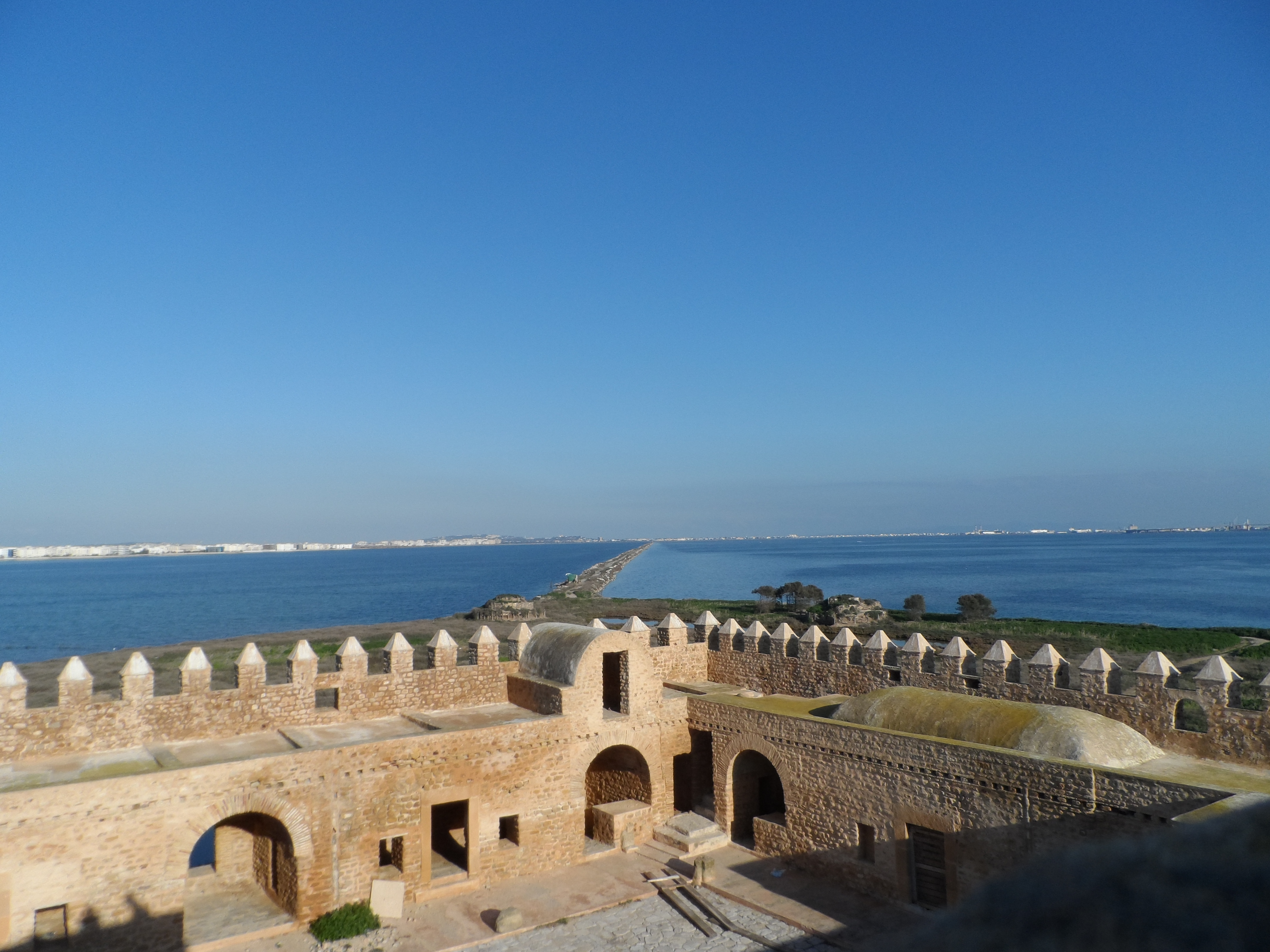
Vue de la cour du fort Santiago de Chikly.

Déclaré patrimoine culturel national en décembre 1993, l'îlot est propriété du ministère de la Culture. 
Le fort a été restauré, dans le cadre de la coopération tuniso-espagnole, par des équipes de l'Institut national du patrimoine et de l'université de Madrid. Des travaux de déblaiement et de nettoyage ont lieu en 1994, suivis par des fouilles archéologiques menées dès 1995. Elles y ont notamment mis au jour des tableaux de mosaïques remontant aux périodes byzantine et romaine (IVe siècle et Ve siècle).
En 2014, l'ouverture du fort au public est envisagée.

## Réserve naturelle

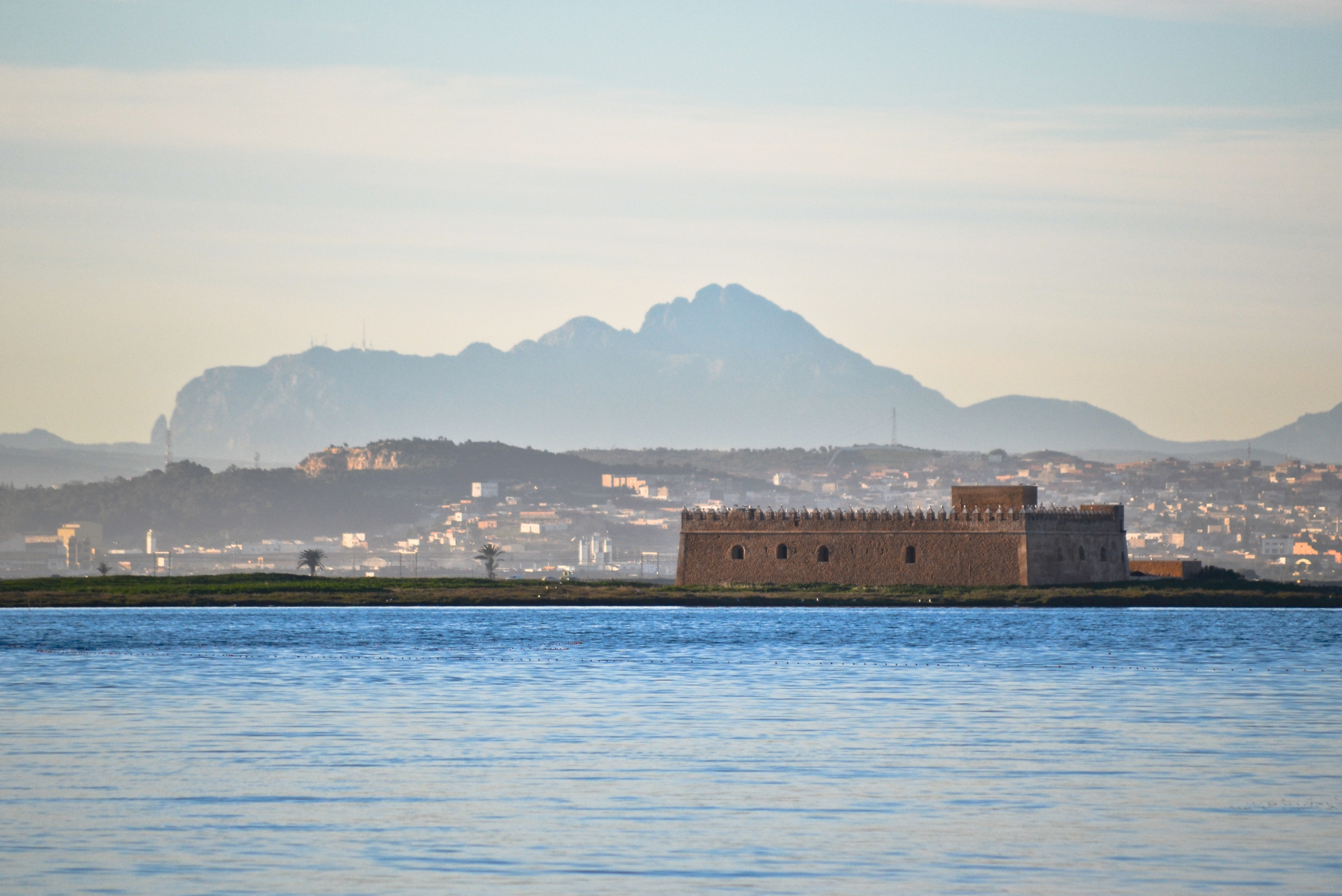
Vue du fort avec le djebel Zaghouan en arrière-plan.

La réserve naturelle de l'île de Chikly est créée par arrêté du ministère de l'Agriculture du 18 décembre 1993. 
Cinquante-sept espèces hivernent sur le lac, se réfugiant principalement à proximité du fort, les populations les plus importantes étant celles des flamants roses et des aigrettes garzettes, ainsi que de diverses espèces de goélands et de faucons. 
De mars à septembre, l'îlot est un sanctuaire ornithologique, du fait de la présence massive d'oiseaux migrateurs.